# Contre-la-montre masculin des juniors aux championnats du monde de cyclisme sur route 2022
Le contre-la-montre masculin des juniors (moins de 19 ans) aux championnats du monde de cyclisme sur route 2022 a lieu le 20 septembre 2022 sur 28,8 kilomètres à Wollongong, en Australie.
La course est remportée par le Britannique Joshua Tarling, devant l'Australien Hamish McKenzie et l'Allemand Emil Herzog.

## Classement
| \| Classement général \| Classement général \| Classement général \| Classement général \| Classement général \| \| Coureur \| Coureur \| Pays \| Équipe \| Temps \| \| ------------------ \| ------------------ \| ------------------ \| ----------------------- \| ------------------ \| \| 1er \| Joshua Tarling \| Royaume-Uni \| Grande-Bretagne juniors \| 34 min 59 s \| \| 2e \| Hamish McKenzie \| Australie \| Australie juniors \| + 19 s \| \| 3e \| Emil Herzog \| Allemagne \| Allemagne juniors \| + 33 s \| \| 4e \| Jan Christen \| Suisse \| Suisse juniors \| + 59 s \| \| 5e \| Romet Pajur \| Estonie \| Estonie juniors \| + 1 min 07 s \| \| 6e \| Artem Shmidt \| États-Unis \| États-Unis juniors \| + 1 min 57 s \| \| 7e \| Frank Aron Ragilo \| Estonie \| Estonie juniors \| + 1 min 58 s \| \| 8e \| Duarte Marivoet \| Belgique \| Belgique juniors \| + 2 min 00 s \| \| 9e \| Jørgen Nordhagen \| Norvège \| Norvège juniors \| + 2 min 01 s \| \| 10e \| Thibaud Gruel \| France \| France juniors \| + 2 min 01 s \| |                   |             |                         |              |
| |                   |             |                         |              |
| Source : ProCyclingStats |                   |             |                         |              |
| Classement général |                   |             |                         |              |
| Coureur | Coureur           | Pays        | Équipe                  | Temps        |
| 1er | Joshua Tarling    | Royaume-Uni | Grande-Bretagne juniors | 34 min 59 s  |
| 2e | Hamish McKenzie   | Australie   | Australie juniors       | + 19 s       |
| 3e | Emil Herzog       | Allemagne   | Allemagne juniors       | + 33 s       |
| 4e | Jan Christen      | Suisse      | Suisse juniors          | + 59 s       |
| 5e | Romet Pajur       | Estonie     | Estonie juniors         | + 1 min 07 s |
| 6e | Artem Shmidt      | États-Unis  | États-Unis juniors      | + 1 min 57 s |
| 7e | Frank Aron Ragilo | Estonie     | Estonie juniors         | + 1 min 58 s |
| 8e | Duarte Marivoet   | Belgique    | Belgique juniors        | + 2 min 00 s |
| 9e | Jørgen Nordhagen  | Norvège     | Norvège juniors         | + 2 min 01 s |
| 10e | Thibaud Gruel     | France      | France juniors          | + 2 min 01 s |